# 浪卡子镇
浪卡子镇是中华人民共和国西藏自治区浪卡子县的一个镇，为该县的县治，海拔4,452（14,606英尺）。浪卡子在藏语中原意为“白色鼻尖”。面积是540平方公里，人口大约有3,330人，均为藏族。

## 行政区划
浪卡子镇下辖以下地区：
道布龙社区、哈西社区、浪卡子社区、曲度村、翁果村、柯来村和果林村。